# خاله شماره یک
خاله شماره یک (به هندی: Aunty No. 1) فیلمی محصول سال ۱۹۹۸ و به کارگردانی کریتی کومار است. در این فیلم بازیگرانی همچون گوویندا، راوینا تاندون، قادرخان، هریش کومار، راضا مراد، ریما لاگو، ساتیش کایشیک، انوپم کهیر ایفای نقش کرده‌اند.